# Сражение при Уильямсберге
Сражение при Уильямсберге (англ. Battle of Williamsburg, оно же Battle of Fort Magruder) произошло 5 мая 1862 года в округе Йорк (штат Виргиния). Было частью Кампании на Полуострове во время американской гражданской войны. Это было первое генеральное сражение Кампании на Полуострове, в котором приняли участие около 41 000 северян и 32 000 южан. Сражение закончилось вничью, и конфедераты продолжили отступление.
Преследуя конфедератов, отступающих от Йорктауна, бригадный генерал Союза Джозеф Хукер столкнулся с арьергардом противника возле Вильямсберга. Хукер атаковал форт Магрудер — земляное укрепление у вильямсбергской дороги, но был отброшен. Контратака конфедератов, которой руководил лично Джеймс Лонгстрит, опрокинула левый федеральный фланг, и только прибытие дивизии Филипа Керни спасло положение. Федеральная бригада Уинфилда Хэнкока потеснила левый фланг противника, и контратака южан не принесла им успеха. Удача Хэнкока не была использована, и южане продолжили отступление.

## Предыстория
Когда генерал Джонстон неожиданно отвел свои войска с линии Уорика (после сражения при Йорктауне) в ночь на 3 мая, федеральный генерал Макклелан был крайне удивлен и оказался не готов организовать незамедлительное преследование. 4 мая он приказал командиру кавалерии, генералу Джорджу Стоунману, преследовать арьергард Джонстона и послал вслед за Стоунманом почти половину всей Потомакской Армии (под командованием Эдвина Самнера). Он также приказал дивизии генерала Вильяма Франклина погрузиться на корабли, подняться вверх по реке Джеймса и отрезать Джонстону пути отхода. Однако, потребовалось два дня только на погрузку дивизии на корабли, и, в итоге, только 7 мая она приняла участие в сражении при Элтамс-Лендинг.
5 мая армия Джонстона прошла совсем немного — из-за размокших дорог, и кавалерия Стоунмана вступила в перестрелку с кавалерией Джеба Стюарта, который был арьергардом Джонстона. Чтобы дать время армии отступить, Джонстон выделил часть сил и разместил их в земляном укреплении «форт Магрудер» у вильямсбергской дороги. Форт был незадолго до этого построен генералом Джоном Магрудером.

## Силы сторон
В сражении участвовало 11 пехотных бригад Конфедерации, которые были сведены в дивизии и команды под общим руководством Джозефа Джонстона:
- Дивизия Джеймса Лонгстрита: бригады Эмброуза Хилла, Ричарда Андерсона, Джорджа Пикетта, Кадмуса Уилкокса, Роджера Приора и Релей Колстона.
- Команда Магрудера: бригады Пола Семмса, Джозефа Кершоу и 6 полков Бенжамена Юэлла
- Дивизия Дэниеля Хилла: бригады Джубала Эрли и Роберта Роудса
- Кавалерийская бригада Джеба Стюарта.

Со стороны Союза в сражении участвовали два корпуса, которыми непосредственно командовал Эдвин Самнер:
III корпус генерал-майора Самуэля Хейнцельмана:
- Дивизия Джозефа Хукера: бригады Кувьера Гровера, «Эксельсиорская бригада» Нельсона Тейлора[англ.], Фрэнсиса Паттерсона и Чарльза Уэйнрайта
- Дивизия Филипа Карни: бригады Чарльза Джеймсона, Дэвида Бирни и Хайрама Берри.

IV корпус Эразмуса Киза:
- Дивизия Дариуса Кауча: бригады Чарльза Дивенса, Лоуренса Грэма и Джона Пека.
- Дивизия Уильяма Смита: бригады Уинфилда Хэнкока, Уильяма Брукса и Джона Дэвидсона.
- Дивизия Сайласа Кейси: бригада Генри Негли, Уильяма Кейма и Инниса Палмера.
- Три кавалерийские бригады Джорджа Стоунмана

## Сражение

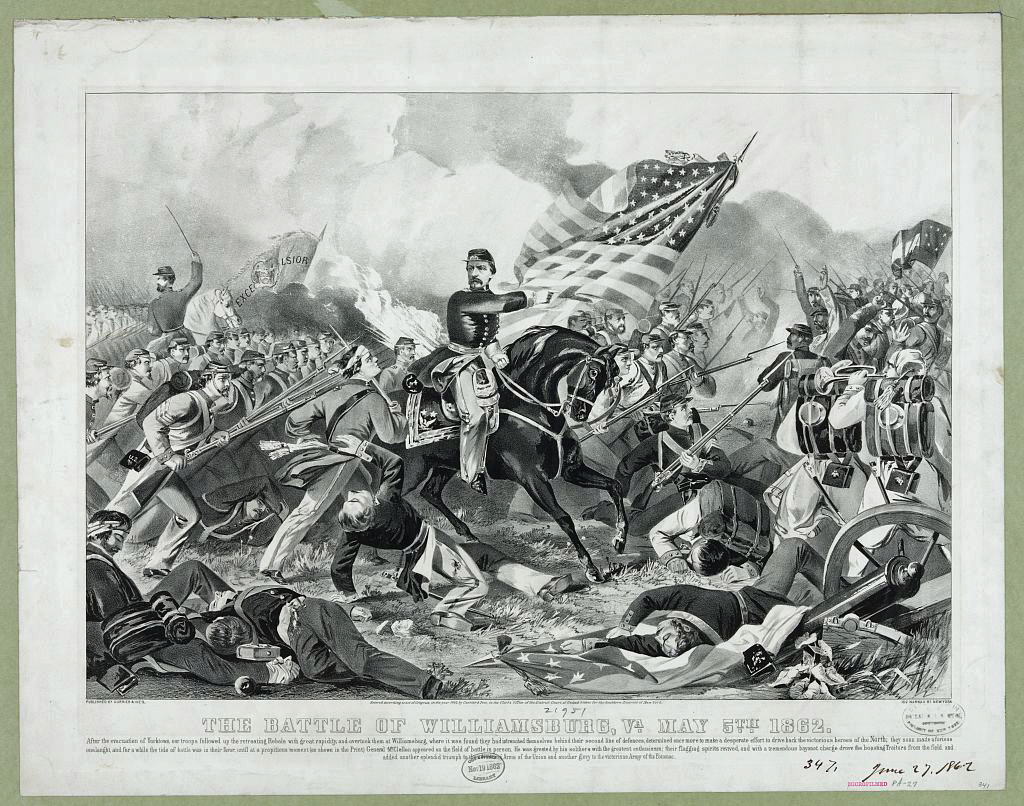
Генерал Макклелан под Уильямсбергом

Наступление федеральной армии возглавила дивизия Джозефа Хукера из 3-го корпуса. Она атаковала форт Магрудер и цепь стрелковых ячеек и мелких укреплений к юго-западу от форта, но этот штурм был отбит. Южане провели контратаку, которую возглавил лично генерал Лонгстрит, и они отбросили дивизию Хукера, которая так и не дождалась подкреплений. Хукер ожидал поддержки от дивизии Вильяма Смита (из 4 корпуса), который находился рядом, мог слышать шум боя и мог поддержать правый фланг Хукера. Однако командующий корпусом генерал Самнер задержал Смита примерно в миле от позиций Хукера. Самнер решил, что южане покидают укрепления и решил атаковать их на йорктаунской дороге.
Люди Лонгстрита действительно покинули укрепления, но атаковали Хукера, а не Смита или Самнера. Бригада Кадмуса Уилкокса оказывала серьёзное давление на линию Хукера. Та успела продержаться до прибытия дивизии Филипа Керни, который подошел в 14:30. Керни демонстративно выехал перед своей линией и лично воодушевлял к бою своих людей, размахивая саблей. Южане были отброшены назад с Лиис-Милл-Роуд в лес, на свои изначальные позиции. Там бой продолжился до конца дня.

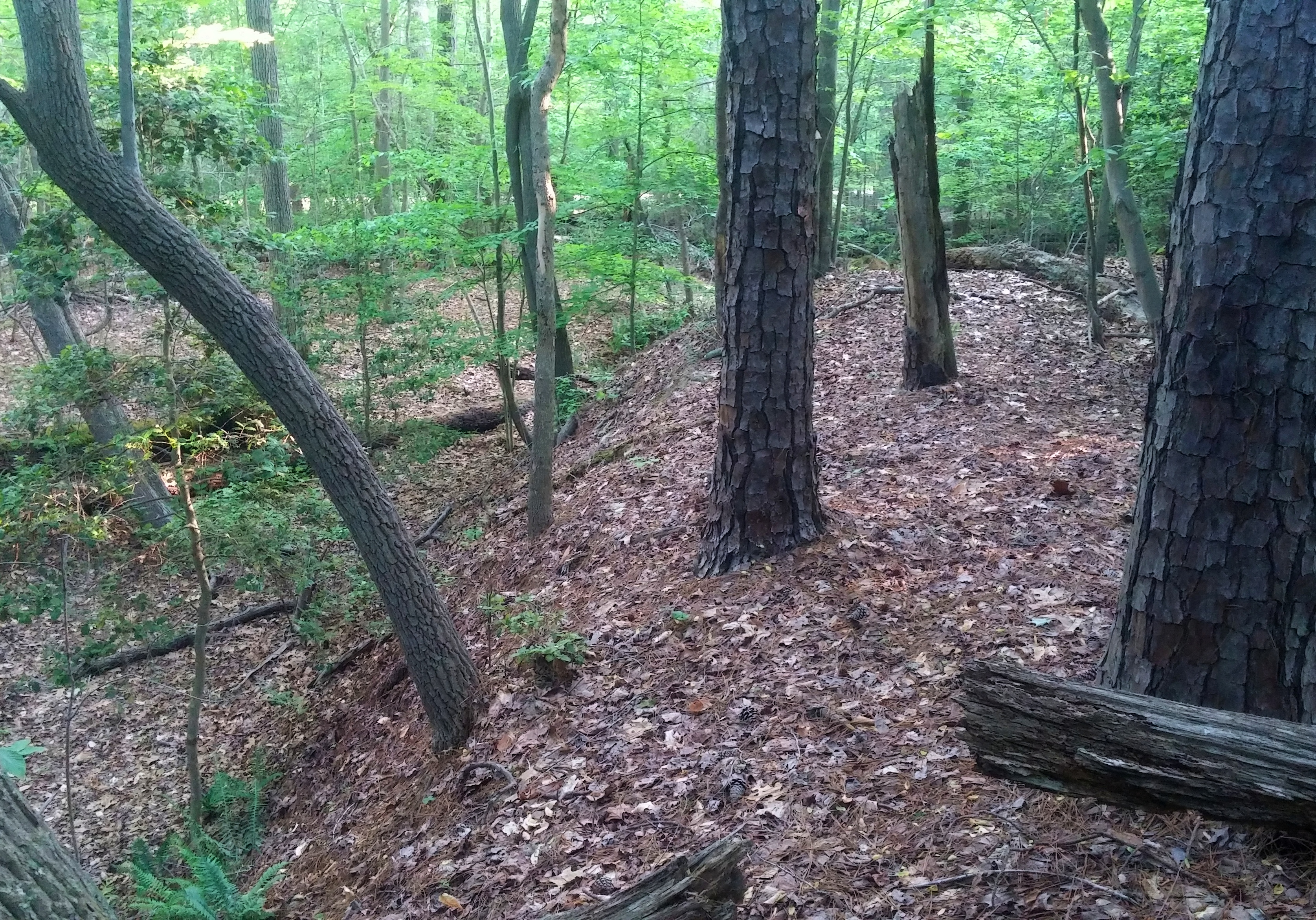
Редут № 12 под Уильямсбергом в 2017 году

Пока Хукер продолжал перестрелку перед фортом, бригада Уинфилда Хэнкока из дивизии Смита около полудня перешла Каб-Крик и начала артиллерийский обстрел левого фланга Лонгстрита. Дэниэль Хилл, командующий резервами Лонгстрита, ещё раньше выдвинул бригаду Джубала Эрли и разместил её у здания Колледжа Уильяма и Мэри. Теперь, услышав федеральную артиллерию, Эрли и Хилл поспешили в этом направлении. Они поделили командование: Эрли возглавил два своих полка (24-й и 38-й вирджинские) и повел их через лес без предварительной разведки и в итоге вышел не на фланг противника, а прямо с фронта на орудия Хэнкока. Эрли лично повел 24-й вирджинский в бессмысленную атаку, и был ранен пулей, которая пробила ему плечо.
Хэнкок уже получил приказ от Самнера — отвести своих людей назад к Каб-Крик, — но теперь использовал атаку южан как повод для того, чтобы остаться на месте. Когда 24-й вирджинский атаковал, Дэниэль Хилл вышел из леса во главе другого полка Эрли — 5-го северокаролинского. Он отдал приказ об атаке прежде, чем осознал сложность положения — у Хэнкока было 3400 человек и восемь орудий, и эти силы серьёзно превосходили силы двух южных полков, в составе которых было менее 1200 человек и никакой артиллерии. Хилл отменил атаку уже после её начала, но Хэнкок приказал контратаковать. В итоге северокаролинцы потеряли 302 человека, вирджинцы — 508. Потери севера оказались около 100 человек. После сражения атака Хэнкока вошла в историю как эффектная штыковая атака, и Макклелан назвал её «великолепной» (superb), откуда возникло прозвище Хэнкока: «Хэнкок великолепный» (Hancock the Superb).
Около 14:00 подошла бригада Джона Пэка из дивизии Кауча и присоединилась к правому флангу линии Хукера, которая к этому моменту была отброшена от форта Магрудер на 600—1000 ярдов. К этому моменту люди Хукера совсем упали духом, они потеряли две артбатареи: батарею Веббера и батарею Брэмхэлла. Пэк успел подойти вовремя и вернуть батарею Брэмхэлла, и тем спас дивизию Хукера, которая была на грани бегства.

## Последствия
Федеральная пресса описала сражение как победу федеральной армии. Макклелан назвал его блестящей победой над превосходящими силами. Однако, на юге оборону Вильямсберга видели лишь как попытку задержать противника, чтоб дать армии время отойти к Ричмонду. Потери Конфедерации 4 и 5 мая составили 1 682 человек, потери федералов составили 2 283.